# Елизаветино (Воскресенский район)
Елизаветино — опустевшая деревня в составе Староустинского сельсовета в Воскресенском районе Нижегородской области.

## География
Находится в левобережье Ветлуги недалеко от левого берега реки Уста на расстоянии примерно 15 километров по прямой на север от районного центра поселка  Воскресенское.

## История
Деревня была известна с середины XVIII века, входила в Варнавинский уезд Костромской губернии. Альтернативное название Полянки. Нынешнее название связано с именем жены помещика Трубецкого, у которой первопоселенец деревни быстро починил колесо кареты и получил за это вольную. Жители деревни занимались в основном промыслами, связанными с лесом: изготовление дегтя, скипидара и смолы. В советское время работал колхоз «Пятилетка». По состоянию на 2020 год опустела.

## Население
Постоянное население составляло 7 человек (русские 100%) в 2002 году, 3 в 2010 году .